# 甲府昭和インターチェンジ
甲府昭和インターチェンジ（こうふしょうわインターチェンジ）は、山梨県中巨摩郡昭和町西条にある中央自動車道のインターチェンジである。出入路の一部は甲府市徳行にかかり、甲斐市万才も隣接する。
甲府市街をはじめとする甲府市の大部分や、昭和町、甲斐市（一部）の最寄りのICである。名古屋方面では国道20号に直接接続する山梨県内最後のICとなるため（59km先の諏訪ICまで国道20号に直接接続するICがない）大雪などの異常気象時には、国道20号へ迂回させる関係上、当ICから下り線側が通行止めとなるケースが多い。
IC敷地内に甲府保全サービスセンターが設けられており、山梨県警察高速道路交通警察隊の主要拠点のひとつがここにある。

## 道路
- E20 中央自動車道（15番）

## 接続する路線
- 国道20号甲府バイパス (直結)
  - 国道52号 美術館通り
- アルプス通り
  - 山梨県道5号甲府南アルプス線
  - 山梨県道7号甲府昇仙峡線

## 料金所
- ブース数：6

### 入口
- ブース数：3
  - ETC専用：1
  - ETC・一般：1
  - 一般：1

### 出口
- ブース数：3
  - ETC専用：2
  - 一般：1

## 歴史
- 1980年（昭和55年）3月26日：韮崎方面開通。
- 1982年（昭和57年）11月10日：高井戸方面開通により、全面供用。

## 周辺

### 商業施設
- イオンタウン山梨中央
- イオンモール甲府昭和
- イトーヨーカドー甲府昭和店
- 東京インテリア家具甲府店
- ヤマダ電機山梨本店
- ケーズデンキ甲府店
- ウェルネスゾーン
- フォレストモール甲斐竜王
- MEGAドンキホーテ甲府店

### その他
- 甲斐市役所
- 昭和町役場
- 山梨県立甲府昭和高等学校
- 釜無工業団地
- 山梨大学医学部附属病院
- 信玄の湯 湯村温泉

### 駅
- 竜王駅
- 国母駅
- 常永駅

## 隣
E20 中央自動車道
(14)甲府南IC - 甲府中央SIC（事業中） - (15)甲府昭和IC - (15-1)双葉SA/スマートIC - (15-2)双葉JCT